# Exit (film, 2000)
Pour les articles homonymes, voir Exit.
Pour plus de détails, voir Fiche technique et Distribution.
Exit est un film français réalisé par Olivier Megaton, sorti le 12 juin 2000.

## Synopsis
Stan, présumé tueur psychopathe et récidiviste, est relâché après 5 ans d'emprisonnement à Pontiac, l'hôpital des fous dangereux. Dès sa sortie, les meurtres reprennent.

## Fiche technique
- Titre : Exit
- Réalisation : Olivier Megaton
- Scénario : Olivier Megaton
- Production : Emmanuel Prévost  pour Avalanche Productions
- Producteur exécutif : Luc Besson
- Budget : 4 millions de francs
- Musique : Nicolas Bikialo
- Photographie : Michel Taburiaux
- Décors : Hervé Leblanc
- Montage : Olivier Mauffroy (de)
- Pays d'origine :  France
- Langue de tournage : français
- Format : couleurs - 1,85:1 - DTS / Dolby Digital - 35 mm
- Distribution : EuropaCorp - ARP Sélection
- Genre : thriller
- Durée : 110 minutes
- Dates de sortie : 12 juin 2000 (France), 20 décembre 2000 (Belgique)
- Film interdit aux moins de 16 ans lors de sa sortie en France

## Distribution
- Patrick Fontana : Le narrateur / Stan
- Féodor Atkine : Olbek, le psychiatre
- Serge Blumental : Léon / Le commissaire
- Clotilde Courau : Pearl / La journaliste
- Manuel Blanc : Junk
- Jean-Michel Fête : Éric
- Élodie Mennegand : Élodie
- Jean Barat : Un infirmier
- Serge Touaty : Un infirmier
- Frédéric Pellegeay : Le gardien
- Hélène Rollès : Fille 1
- Mélanie Guth : Fille 2
- Emmanuel Prévost : DJ
- Régis Viogeat : DJ
- Vanessa Bettane : Présentatrice
- Stéphane Melidor : Le présentateur

## Distinctions
- Nomination au prix du meilleur film, lors du festival Fantasporto 2002.